# Wanne-Herner Eisenbahn und Hafen

Logo der Wanne-Herner Eisenbahn GmbH

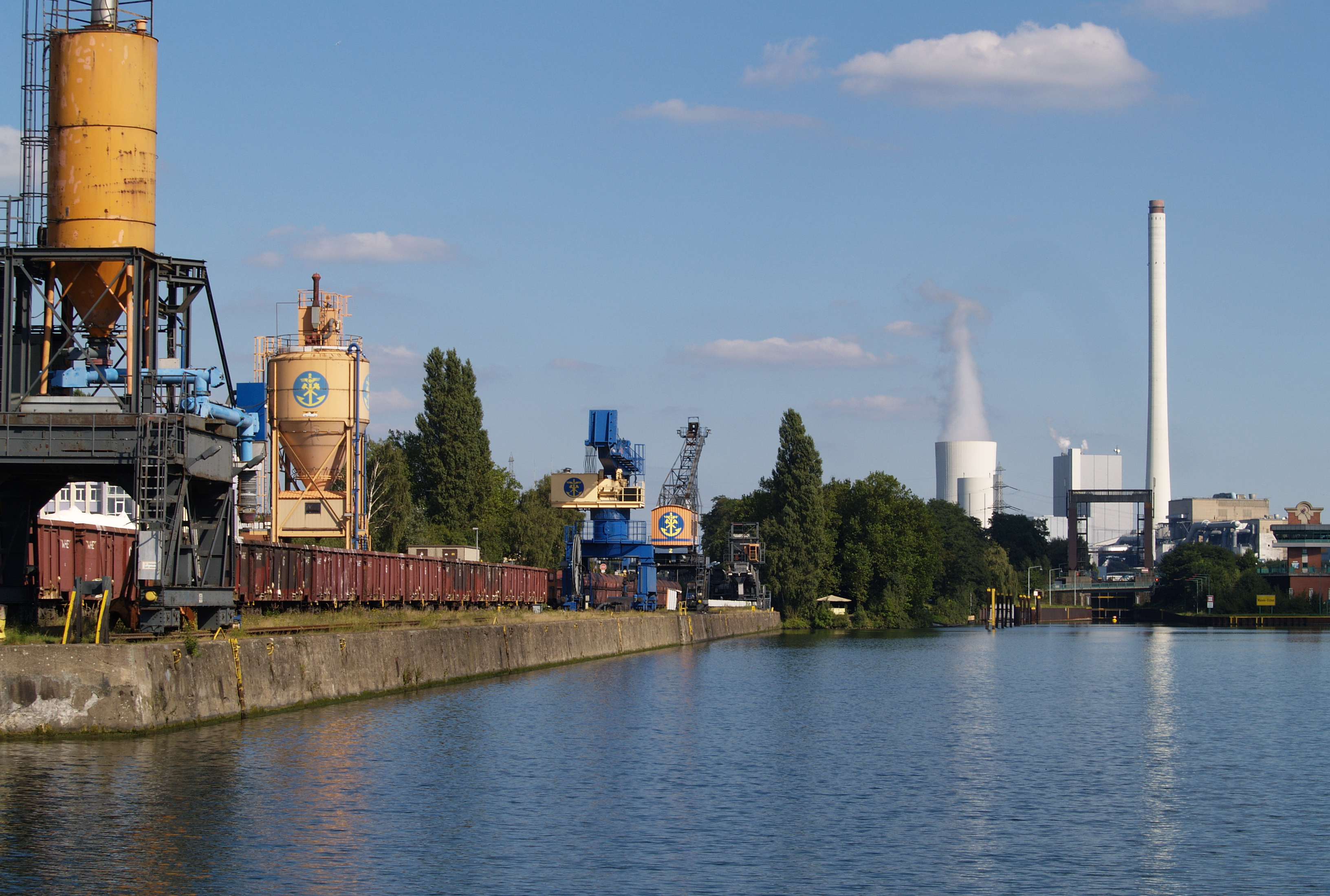
Westhafen Wanne, auf Silos und Kränen das alte Logo der WHE

Die Wanne-Herner Eisenbahn und Hafen GmbH (WHE) ist ein Eisenbahn- und Hafenbetreiber aus Herne. Das Unternehmen gehört zu 94,9 % den Stadtwerken Herne und zu 5,1 % der Stadt Herne.

## Geschichte
Die Gemeinde Wanne und der Landkreis Gelsenkirchen gründeten im Jahr 1905 eine Gesellschaft mit dem Namen „Kanalhafen Wanne-Gelsenkirchen-Land“, die die Errichtung eines Kohleumschlaghafens für die umliegenden Bergwerke in Crange im Zuge der Planung des Rhein-Herne-Kanals planen und durchführen sollte. Ab 1913 beteiligte sich auch die damals benachbarte Stadt Herne an dem Projekt, in der Folge wurde der Name der Gesellschaft in „Hafenbetriebsgesellschaft Herne-Wanne mbH“ geändert. Der Hafen wurde am 11. November 1914 eröffnet und erreichte bereits im Jahr 1916 eine Umschlagleistung von über einer Million Tonnen.
Im Mai 1913 hatte die Bezirksregierung Arnsberg die Genehmigung erteilt, zwischen Hafen und Staatsbahnhof eine „nebenbahnähnliche Kleinbahn“ zu errichten, diese verband den neuen Hafen zudem mit der Schachtanlage Shamrock 3/4. Am 16. Mai 1917 wurde die Constantin angeschlossen. Wenig später wurden auch Strecken zu den Zechen Carolinenglück in Bochum und Teutoburgia in Herne gebaut, in den 1920er Jahren auch die Kruppschen Zechen und die der Hibernia AG in Bochum an das Bahnnetz angeschlossen. 1921 betrug die Streckenlänge 8,72 Kilometer, es waren vier vierachsige Dampflokomotiven von Henschel vorhanden. 
Mit der Auflösung des Landkreises Gelsenkirchen im Jahr 1926 ging dessen und der zuvor zur Gemeinde Wanne gehörige Anteil am Stammkapital auf die neugegründete Stadt Wanne-Eickel über. Zwei Jahre später konnte ein weiteres Hafenbecken als Stichbecken vom Kanal eröffnet werden. 1928 betrug die Transportleitung 2,7 Millionen Tonnen, bis 1939 stieg das Aufkommen auf 3,2 Millionen Tonnen. Die Streckenlänge betrug 13,59 km, die Gleislänge 31,52 km. 

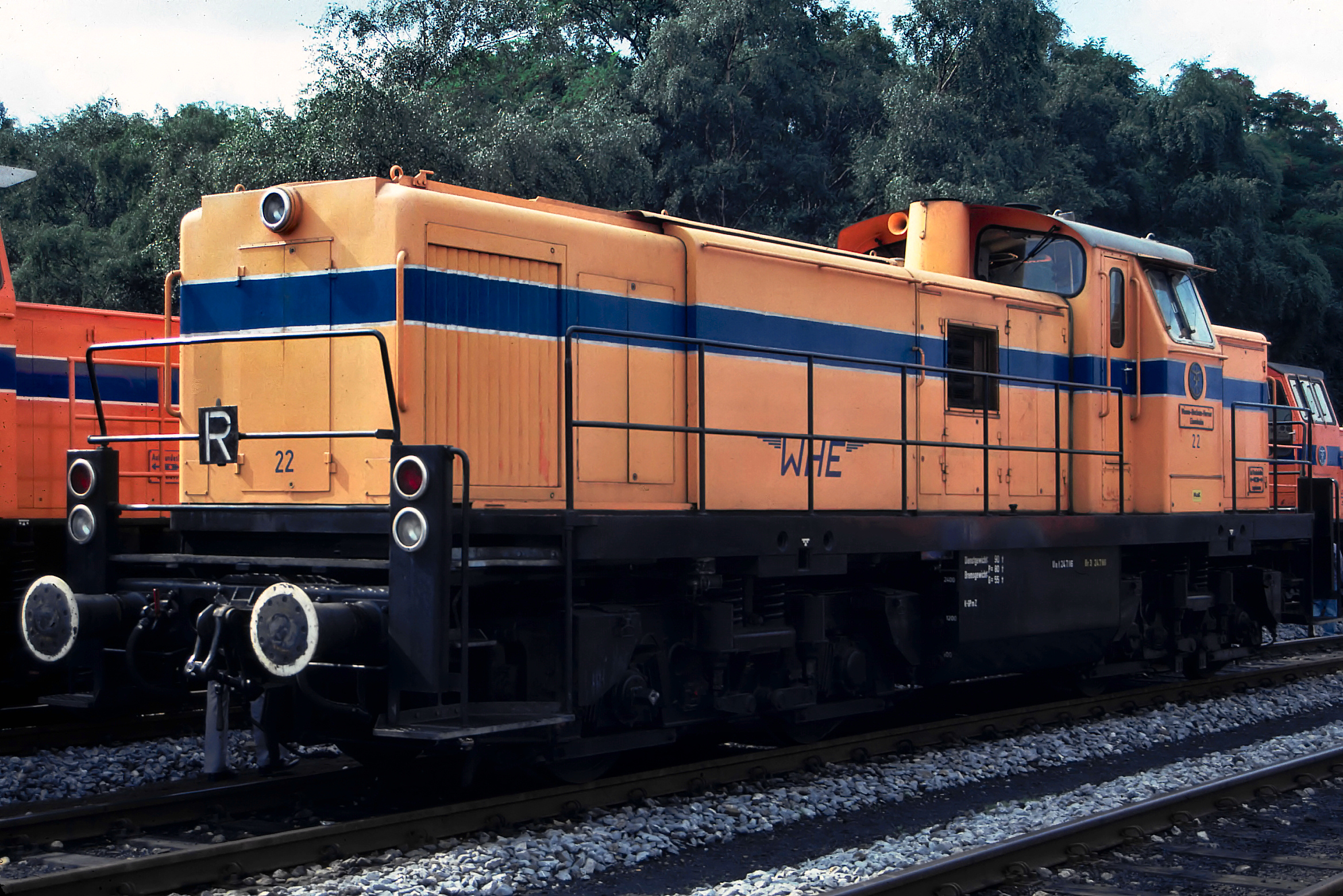
Lok 22 der WHE, Bauart MaK G 1600 BB, im Hintergrund weitere Lokomotiven

Die öffentliche Eisenbahn des Unternehmens wurde ab dem Jahr 1957 als „Wanne-Bochum-Herner Eisenbahn“ (WBHE) bezeichnet, seit 1959 heißt die gesamte Gesellschaft „Wanne-Herner Eisenbahn und Hafen GmbH“ (WHE). Nachdem bereits seit 1952 erste Diesellokomotiven zum Einsatz gekommen waren, wurden 1963 die letzten Dampflokomotiven abgestellt.
Seit 1970 ist die WHE als Dienstleister für die Ruhrkohle AG tätig, neben der Kohle-Mischanlage im Westhafen und Bedienung des Steag-Gruppenkraftwerks Herne wurden 1972 einzelne Gleise der WHE und 1984 schließlich die Hauptstrecke vom Übergabebahnhof am Wanne-Eickel Hauptbahnhof bis in den Westhafen für RAG-Züge elektrifiziert.
Im Jahr 1994 begannen erste Planungen für ein Güterverkehrszentrum (GVZ) im Westhafen. Im Jahr 1996 erfolgten mit der Verfüllung des Stichhafenbeckens erste Baumaßnahmen für das Containerterminal, das im Jahr 2002 durch die WHE-Tochtergesellschaft „Container-Terminal Herne“ (CTH) in Betrieb genommen wurde. 
2003 wurde die Betriebswerkstatt der WHE durch das EBA zertifiziert, von 2005 bis zum Bau einer eigenen Werkstatt 2008 wurden hier die Züge von Abellio Rail NRW gewartet.
Seit 2010 ist die WHE im Branchenverband „Netzwerk Privatbahnen“. Im Jahr 2011 übernahmen die Stadtwerke Herne 94,9 % der Firmenanteile.

## Betriebsteile
Im früheren Firmenemblem sind die verschiedenen Betriebsteile dargestellt: auf blauem Grund sind ein gelber Anker (Hafenbetrieb), ein Flügelrad (Bahnbetrieb) und Schlägel und Eisen (Dienstleistungen für die Montanindustrie) abgebildet.

### Häfen
Seit der Gründung betreibt das Unternehmen die Häfen Wanne-Ost und Wanne-West, die sich an den gegenüberliegenden Ufern des Rhein-Herne-Kanals befinden. Hier stehen zusammen 720 m Ladeufer zur Verfügung, an denen im Jahr 2010 ca. 0,32 Mio. t umgeschlagen wurden. Für den Umschlag besitzt die WHE eine Krananlage mit einer Tragkraft von 12 t, eine Ver- und Beladeanlage für trockenes Schüttgut, eine Siloanlage für Filterasche sowie einen Tiefbunker.
Am Westhafen befindet sich neben dem Massengutumschlag auch das GVZ Emscher mit dem KV-Terminal.

### Eisenbahnbetrieb
| Spurweite: | 1435 mm (Normalspur) |                                  |                                  |
| Streckengeschwindigkeit: | 40 km/h              |                                  |                                  |
| |                      |                                  |                                  |
| \| \| 0,0 \| Westhafen Wanne \| Westhafen Wanne \| \| \| \| nach Hoheward, RBH \| \| \| \| \| Rhein-Herne-Kanal \| \| \| \| \| Kraftwerk Herne \| \| \| \| \| von Wanne Osthafen \| \| \| \| \| Abzw \| \| \| \| \| Bahnstrecke Bochum–Gelsenkirchen \| \| \| \| \| Bahnstrecke Wanne-Eickel–Hamburg \| \| \| \| \| Bahnstrecke Duisburg–Dortmund \| \| \| \| \| nach Wanne-Eickel Hauptbahnhof \| \| \| \| \| zur Zeche Constantin \| \| \| \| \| Wanne-Eickel–Zeche Constantin \| \| \| \| \| zur Zeche Constantin \| \| \| \| \| Wanne Brennerstr. \| \| \| \| \| Evonik Degussa \| \| \| \| \| Wanne Herzogstr. \| \| |                      |                                  |                                  |
| Kopfbahnhof Streckenanfang | 0,0                  | Westhafen Wanne                  | Westhafen Wanne                  |
| Abzweig geradeaus und nach links |                      | nach Hoheward, RBH               | nach Hoheward, RBH               |
| Brücke über Wasserlauf |                      | Rhein-Herne-Kanal                | Rhein-Herne-Kanal                |
| Abzweig geradeaus und nach links |                      | Kraftwerk Herne                  | Kraftwerk Herne                  |
| Abzweig geradeaus und von rechts |                      | von Wanne Osthafen               | von Wanne Osthafen               |
| Abzweig geradeaus und nach rechts |                      | Abzw                             | Abzw                             |
| Kreuzung geradeaus unten |                      | Bahnstrecke Bochum–Gelsenkirchen | Bahnstrecke Bochum–Gelsenkirchen |
| Kreuzung geradeaus unten |                      | Bahnstrecke Wanne-Eickel–Hamburg | Bahnstrecke Wanne-Eickel–Hamburg |
| Kreuzung geradeaus unten |                      | Bahnstrecke Duisburg–Dortmund    | Bahnstrecke Duisburg–Dortmund    |
| Abzweig geradeaus und nach rechts |                      | nach Wanne-Eickel Hauptbahnhof   | nach Wanne-Eickel Hauptbahnhof   |
| Abzweig geradeaus und ehemals nach links |                      | zur Zeche Constantin             | zur Zeche Constantin             |
| Kreuzung geradeaus unten (Querstrecke außer Betrieb) |                      | Wanne-Eickel–Zeche Constantin    | Wanne-Eickel–Zeche Constantin    |
| Abzweig geradeaus und ehemals von links |                      | zur Zeche Constantin             | zur Zeche Constantin             |
| Dienststation / Betriebs- oder Güterbahnhof |                      | Wanne Brennerstr.                | Wanne Brennerstr.                |
| Abzweig geradeaus und von rechts |                      | Evonik Degussa                   | Evonik Degussa                   |
| Betriebs-/Güterbahnhof Streckenende |                      | Wanne Herzogstr.                 | Wanne Herzogstr.                 |

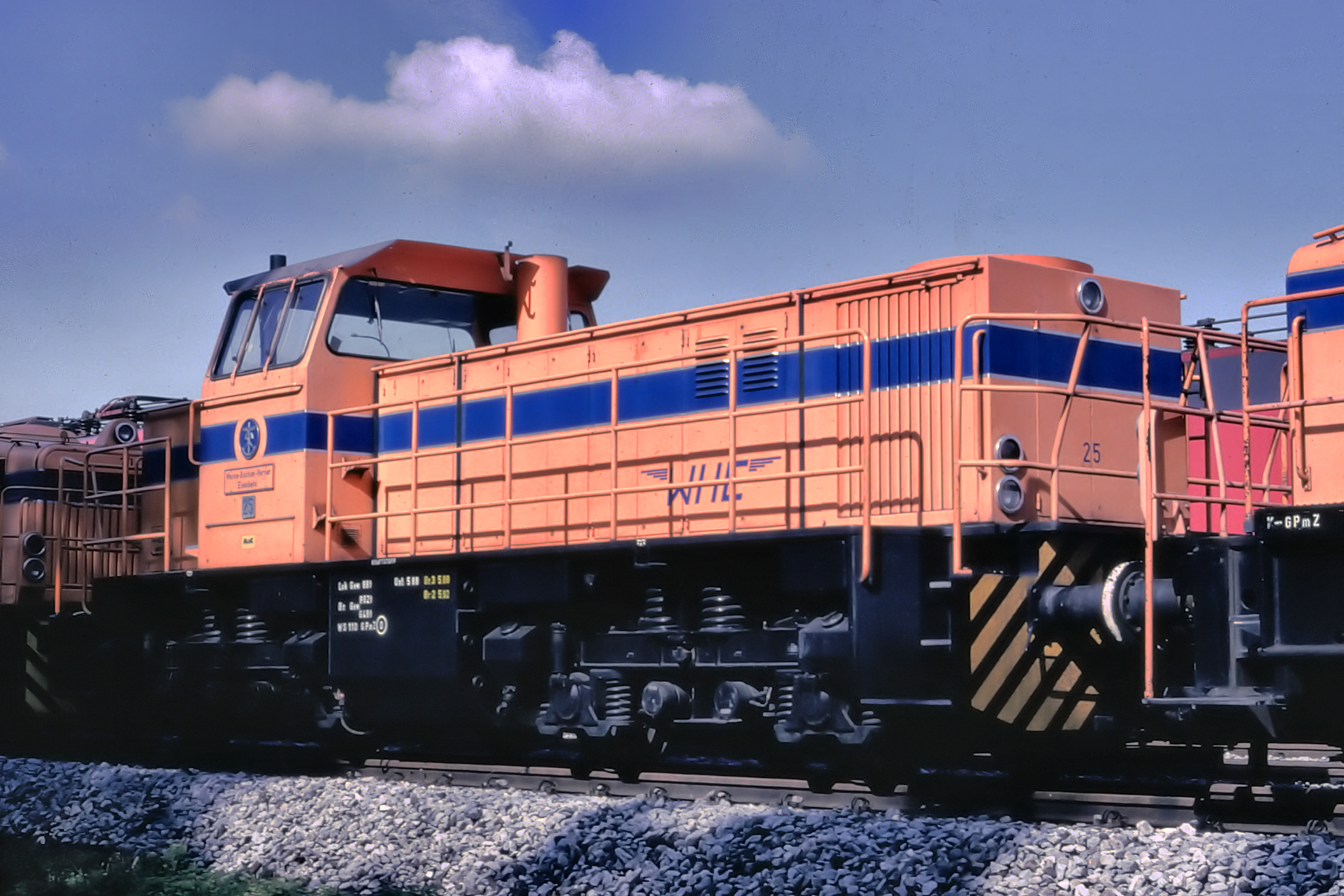
Lok 25 der WHE im Westhafen

Die WHE betreibt den Güterverkehr auf insgesamt 34 km eigenen Gleisanlagen und auf einzelnen Relationen auf dem Schienennetz der Deutschen Bahn. Hierzu standen 2010 acht Diesellokomotiven zur Verfügung (drei MaK G 1600 BB, zwei MaK G 1204 BB, je eine MaK G 1202 BB und Deutz KS 55 B sowie ein Windhoff-Rangiergerät); zudem wurden gelegentlich weitere Lokomotiven angemietet. Die Transportleistung betrug im Jahr 2010 etwa 5 Millionen Tonnen, wobei der größte Teil auf Kohle- und Containertransporte entfiel. Auch die Evonik Degussa in Herne und diverse andere Betriebe im Hafenbereich wurden oder werden bedient. 
Die Eisenbahnwerkstatt befindet sich ebenfalls im Westhafen und firmiert seit dem 1. Januar 2010 als „ETZ Betriebs GmbH“.

### Tochterunternehmen
- BAV Aufbereitung Herne GmbH
- CTH Container Terminal Herne GmbH
- ETZ Betriebs GmbH (Eisenbahn-Technik-Zentrum Herne)